# Sirius (film, 1942)
Pour les articles homonymes, voir Sirius (homonymie).
Sirius (Szíriusz) est un film de science fiction hongrois réalisé par Dezsõ Àkos Hamza en 1942.

## Synopsis
Convaincu d'avoir créer une machine à voyager dans le temps, le professeur Sergius met au défi n'importe qui de venir remonter le temps avec lui en échange de la main de sa fille ainsi que de tous ses biens. Un noble, le comte Ákos Tibor, accepte alors de tenter l'expérience et les deux hommes se retrouvent ensuite au 18e siècle.

## Fiche technique
- Réalisation : Dezsõ Àkos Hamza

## Distribution
- László Szilassy : Ákos Tibor
- Katalin Karády : Rosina Beppo et Rózsi Sergius
- Elemér Baló : Le professeur Sergius
- Sári Déry : Kata Párkányi
- Lajos Rajczy : Gergely Tibor
- Zoltán Szakáts : Médecin
- Gusztáv Harasztos : Médecin
- Sándor Pethes : Cafarelli
- Jenő Bodnár : Gentilhomme
- György Gonda : Kocsis
- Csiki Nagy Ica : Ila Teresa Nagy
- Fáy Kiss Dóra : Infirmière
- Gusztáv Vándory : Courtisan
- Gusztáv Pártos : Abbé
- Sándor Hidassy : Gvadányi
- Sándor Szapáry : Lőrinc orczy
- Nusi Somogyi : Comtesse
- C. Endre Turáni : Le comte Kaunitz
- Géza Berczy : Baron autrichien
- Lajos Kelemen : Hadúr
- Ilona Bánhidy : Princesse
- Antal Matány : Noble autrichien
- István Lontay : Nádasdy, noble hongrois

## Distinction
- Prix Mostra de Venise 1942[2]